# Agencja Ruchu Lotniczego
Agencja Ruchu Lotniczego (ARL) – dawna część Przedsiębiorstwa Państwowego „Porty Lotnicze”. Była państwowym organem zarządzania ruchem lotniczym, do którego zadań należało:
- zarządzanie przestrzenią powietrzną (ASM)
- zarządzanie przepływem ruchu lotniczego (ATFM)
- zapewnienie służb ruchu lotniczego (ATS)

Głównym celem Agencji było zapewnienie bezpieczeństwa przelotów nad terenem Polski. Każdy samolot pasażerski znajdujący się w powietrzu był pod stałym nadzorem kontrolerów ruchu lotniczego. Ich zadanie polegało na zapewnieniu bezpiecznych odległości pomiędzy samolotami, a także w razie zaistnienia niebezpiecznej sytuacji w powietrzu mieli udzielić pilotowi pomocy.
Działalność Agencji odbywała się na trzech szczeblach kontroli terytorium Polski:
- służba kontroli obszaru
- służba kontroli zbliżania
- służba kontroli lotniska

Funkcje te ARL realizowała – między innymi – poprzez utrzymywanie naziemnego sprzętu nawigacyjnego i telekomunikacyjnego w należytym stanie, współpracę z organizacjami międzynarodowymi oraz poprzez zapewnienie środków (technicznych, jak i zasobów ludzkich) w celu zapewnienia służb ATS.
1 kwietnia 2007 r. Agencja Ruchu Lotniczego została wyodrębniona z PP "PL" i przekształcona w samodzielny urząd – Polską Agencją Żeglugi Powietrznej (PAŻP) – Polish Air Navigation Services Agency (PANSA)